# Alfons Gorbach
Alfons Gorbach (Imst, 1898. szeptember 2. – Graz, 1972. július 31.) osztrák politikus, 1961–1964 között hazája szövetségi kancellárja.

## Élete
Az első világháborúban harcolva elveszítette egyik lábát. A háború lezárulása után belépett a jobboldali Keresztényszocialista Pártba (Christlichsoziale Partei). 1923–1932 és 1933–1938 között a Hazafias Arcvonal (Vaterländische Front) stájerországi tartományi vezetője, 1935–1938 között a párt színeiben a tartományi parlament képviselője volt. 1937-től szerepet vállalt a stájerországi tartományi kormányban, de Ausztria Németország általi annektálása, az Anschluss után a nácik letartóztatták.
1938–1942 között a dachaui, 1944–1945 között a flossenbürgi, majd újra a dachaui koncentrációs táborban raboskodott. A második világháborút követően, 1945-ben belépett a frissen alakult Osztrák Néppártba (Österreichische Volkspartei, ÖVP). 1945–1953, majd 1956–1961 között a Nemzeti Tanácsanak a Harmadik Elnöke volt. 1960-ban – mint a párton belüli reformszövetség vezetője – átvette az ÖVP vezetését, de végül nem váltotta be a hozzá és a párt megújulásához fűződő reményeket, így 1963-ban átadta a pártelnöki posztot a dinamikusabb Josef Klausnak. Időközben Gorbach 1961. április 11-én Julius Raabot váltotta a szövetségi kancellári székben. 1964. április 2-án kormányfői posztját átadta Josef Klausnak, majd a következő évben indult ugyan a köztársasági elnöki posztért, de a választást a szociáldemokrata Franz Jonasszal szemben elvesztette. Noha a politikai életben háttérbe húzódott, egészen 1970-ig az ÖVP parlamenti képviselője maradt.